# Jan Antonín I. z Eggenbergu
Jan Antonín I. z Eggenbergu (německy Johann Anton I. von Eggenberg, 5. února 1610 Vídeň – 12. února 1649 Lublaň) byl český a štýrský šlechtic, kníže z Eggenbergu, 2. vévoda krumlovský, politik a diplomat v dobách vlády Ferdinanda III.

## Život
Jan Antonín se narodil roku 1610 jako jediný syn a dědic prvního knížete z Eggenbergu, Jana Oldřicha. V mládí studoval na jezuitské koleji ve Štýrském Hradci a po jejím dokončení ve věku 17 let podnikl několikaletou cestu po Evropě. Na rodinné panství ve Štýrsku se vrátil až roku 1632. Projevil se jako velmi kultivovaný, světaznalý a nadmíru jazykově nadaný muž, pročež po vzoru otce nastoupil na cestu evropské politiky.

### Vláda
V roce 1634 po smrti svého otce knížete Jana Oldřicha zdělil veškeré majetky v Čechách a ve Štýrsku. Roku 1637 jej Ferdinand III. jmenoval tajným radou, přičemž obdržel Řád zlatého rouna. Rok poté mu byla udělena pocta vést zvláštní diplomatickou misi, při níž měl papeži Urbanu VIII. oznámit volbu Ferdinanda III. jako nového římského krále a tedy budoucího císaře. Pro tuto cestu nechal Jan Antonín zhotovit tzv. Zlatý kočár, jenž je dodnes uchováván na zámku v Českém Krumlově.
Následujícího roku 1639 se oženil s protestantskou markraběnkou Annou Marií Braniborsko-Bayreuthskou, z jejichž manželství vzešly dvě dcery a dva synové – starší Jan Kristián I. (1641) a mladší Jan Seyfried (1644).
Jan Antonín I. podobně jako jeho otec pokračoval v úsilí o rozšiřování eggenberského panství a štědře vykupoval pozemky v jižních Čechách, které pak připojoval ke Krumlovskému vévodství. Jeho životním cílem, stejně jako jeho otce, však bylo zasednout v Říšském sněmu, čemuž ovšem dlouhodobě bránila protestantská říšská knížata, jimž vadila katolická orientace knížat z Eggenbergu. Právě proto, aby si Jan Antonín I. protestantskou část sněmu naklonil, pojal za choť protestantku Annu Marii. Nicméně získání panství uvnitř říše, což byla jediná možnost, jak by se knížata z Eggenbergu stala říšskými knížaty, protestantská klika nadále bránila.
Ve 40. letech však došlo k osamostatnění gradišského hejtmanství od Gorického hrabství v Aquileii se dvěma městy a 17 vesnicemi, načež císař Janu Antonínovi I. koupi tohoto poměrně chudého panství okolo města Gradišky nabídl. Ač se jednalo z ekonomického hlediska o málo významný kraj, Gradiška se nacházela na území Svaté říše římské, což by držiteli panství udělovalo právo zasedat ve sněmu. Jan Antonín I. za císařových podmínek, že Jan Antonín I. zaplatí kompenzaci 200 000 zlatých, dále nebude vyžadovat uhrazení veškerých nákladů spojených s diplomatickou misí k papeži v roce 1638 a zároveň postoupí císaři jihočeské panství Štěkeň, na koupi Gradišky přistoupil.
Následně bylo zřízeno tzv. Okněžněné hrabství Gradiška a Jan Antonín I. se stal 25. února 1647 1. okněžněným hrabětem gradišským, čímž zajistil sobě a svým potomkům právo zasedat v Říšském sněmu Svaté říše římské. On sám však ve sněmu nikdy nezasedl, neboť nečekaně zemřel o dva roky později ve věku 39 let.

## Odkaz a rozdělení rodu

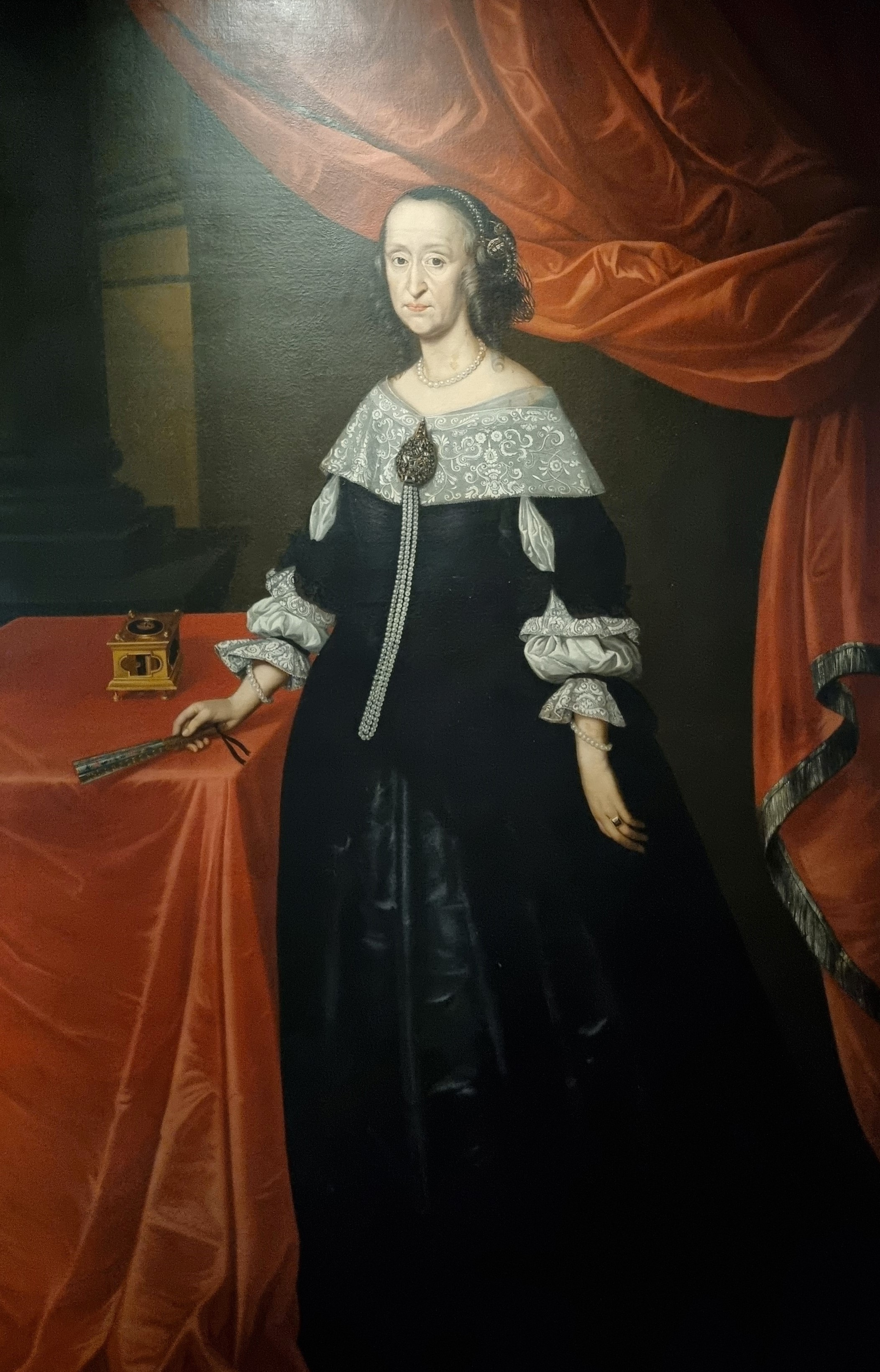
Choť Anna Marie, rozená Braniborsko-Bayreuthská.

Během svého života se Jan Antonín I. proslavil jako velmi schopný diplomat a polyglot a mimo svá zahraniční působení pobýval mezi palácem ve Štýrském Hradci a krumlovským zámkem.
Vzhledem ke své nečekané smrti nezanechal Jan Antonín I. žádnou závěť, jež by upřesňovala vyrovnání mezi jeho potomky. Regentství nad rodovými panstvími se dočasně ujala jeho choť, kněžna Anna Marie, ovšem s nabytím plnoletosti bratry Janem Kristiánem I. a Janem Seyfriedem zažehl dlouholetý spor ohledně majetkového vyrovnání. Spor byl částečně vyřešen roku 1665 za asistence diplomata Jana Adolfa I. ze Schwarzenbergu, načež si bratři panství rozdělili a dočasně tak vznikla starší rodová větev krumlovská v čele s Janem Kristiánem a mladší štýrská Jana Seyfrieda, než se smrtí bezdětného Jana Kristiána I. majetek opět spojil pod vládou mladšího z bratrů.